# Shodan (phân hạng)
Shodan (初段 (sơ đoạn)), nghĩa là "mức độ bắt đầu," là thứ hạng đai đen thấp nhất trong võ thuật Nhật Bản và trò chơi cờ vây. Nhị đoạn (dan thứ 2) có thứ hạng cao hơn Shodan, nhưng dan thứ nhất theo truyền thống được gọi là Shodan mà không phải là "Ichidan". Điều này là vì kí tự 初 (sho, cách đọc thay thế: hatsu) cũng có nghĩa là "thứ nhất", "mới" hoặc "khởi đầu" trong tiếng Nhật.
Cũng thường được gọi là "dan thứ nhất", đây là một phần của hệ thống xếp hạng theo kyū/dan phổ biến trong võ thuật Nhật Bản hiện đại. Thuật ngữ này có thể được sử dụng để mô tả cả thứ hạng mà một người nắm giữ, cũng như bản thân người đó (nghĩa là người đó có thể nắm giữ cấp bậc shodan và cũng có thể nói rằng "Tôi là một shodan trong môn võ 'x'").